# Pićan
Pićan (Italiaans: Pedena; Latijn: Petina; Duits: Piben of Biben; Čakavisch: Pićon; Sloveens: Pičen) is een gemeente in de Kroatische provincie Istrië.
Pićan telt 1997 inwoners. De oppervlakte bedraagt 51 km², de bevolkingsdichtheid is 39,2 inwoners per km².